# Richard Edward Graham Roome
Richard Edward Graham Roome, kanadski general, * 1892, † 1985.